# GO Transit
GO Transit (від англ. Government of Ontario — «уряд Онтаріо») — система пасажирського громадського транспорту, що об'єднує маршрути приміських поїздів і автобусів в регіоні Голден-Хорсшу в Південному Онтаріо (Канада). Центром системи, що діє з 1967 року, є станція «Юніон» (фактично головний залізничний вокзал м. Торонто). Загальна довжина залізничних маршрутів — понад 530 км, автобусних — близько 2800 км, річний пасажиропотік понад 13,5 млн осіб.

## Історія
Передумови створення системи приміського пасажирського сполучення навколо Торонто виникли до 1960-х років. У цей час стало очевидно, що мережу автомобільних доріг у регіоні незабаром вже буде неможливо розширювати далі і вона вже не зможе ефективно справлятися із завданням швидкої доставки мешканців передмість до міського центру. Спочатку робилися спроби задіяти для приміських пасажирських перевезень компанію Canadian National Railway (CN), але вона не була зацікавлена в цьому ринку. На лініях, що обслуговуються CN, пасажирів перевозили некондиціоновані вагони зразка 1920-х років, а локомотиви аж до 1959 використовувалися паровози.
У 1962 році були представлені результати дослідження ситуації з транспортом у міській агломерації Торонто та прилеглому регіоні. Однією з основних рекомендацій авторів було створення системи приміського транспорту, спонсорованого провінцією Онтаріо. Швидке та недороге впровадження такої системи стало можливим після того, як у 1965 році відкрилася нова сортувальна станція CN у Торонто за кілька миль на північний захід від міста. Переважна більшість вантажних залізничних маршрутів, що йшли через Торонто, була переорієнтована на цю станцію, і результатом стало вивільнення залізничного полотна для потреб пасажирських приміських ліній. Провінційний уряд погодився на створення такої системи як експеримент: якби з'ясувалося, що приміський залізничний транспорт не приваблює достатньої кількості пасажирів, за 3 роки від нього планувалося відмовитися. У зв'язку з цим підходом провінція доклала зусиль для максимального скорочення початкових витрат: застосування знайшлося не тільки для вже наявного залізничного полотна, а й для колишніх станцій CN, а в місцях, де їх не було, були зведені лише базові станційні споруди. Використовувалися також неробоче депо компанії CN за 5 миль від торонтської станції «Юніон» та її мийна станція.
Перша лінія приміського сполучення, яке в цей час носила назву TATOA (англ. Toronto Area Transit Operating Authority), розпочала роботу 23 травня 1967 року. Її кінцеві станції розташовувалися в Пікерінгу, приблизно за 25 миль на схід від станції «Юніон», і в Оквіллі, за 33 милі на захід від неї. Обмежене сполучення в години пік тривало ще далі на захід — до Гамільтона за 40 миль від станції «Юніон». На лінії діяли 8 дизельних локомотивів нової моделі GP40TC від фірми General Motors Diesel (модернізація успішної моделі GP40 потужністю 3000 к. с.) і 40 одноповерхових вагонів, що за конструкцією нагадували вагони метрополітену Торонто і для зменшення маси побудованих з алюмінію. У вагонах місткістю 94 сидячі місця кожен був встановлений системи кондиціювання та обігріву. Були також закуплені 9 автомотрис, які використовувалися в зчіпках по 2 вагони для роботи в годинник з низьким пасажирським навантаженням, але незабаром були переобладнані у звичайні вагони через проблеми з моторною частиною.
З початку роботи єдиної лінії системи поїзда на ній ходили щодня, 18 годин на добу, з частотою раз на 20 хвилин у години пік і раз на годину в решту часу. Довжина платформ дозволяла включати до складів до 10 вагонів. Через рік щоденний пасажиропотік на лінії сягав 16 тисяч осіб, що було в 10 разів більше, ніж на старих приміських маршрутах CN, а щоб справлятися з напливом пасажирів у години пік, довелося додавати на лінію потяги. Популярності нового маршруту сприяла наявність безкоштовних автомобільних стоянок поряд із більшістю станцій.
Успіх системи змусив владу не лише відмовитися від ідеї закрити її через три роки, а й розпочати планування другої гілки — через північно-західні райони Торонто та Брамптон у Джорджтаун приблизно за 30 миль від станції «Юніон». Ця гілка, що відкрилася у квітні 1974 року, використовувала полотно та станції лінії CN, що зв'язувала Торонто з Лондоном (Онтаріо). Крім того, вже в 1970 році до приміської системи були додані перші автобусні маршрути, що доповнювали основну залізничну гілку. Автобуси обслуговували мережу зупинок на виклик (система dial-a-bus).
У 1978 році розпочала роботу гілка до Річмонд-Гілла (за 20 миль на північ від станції «Юніон»). На наступний рік рухомий склад GO Transit поповнили перші двоповерхові вагони, які надалі поступово витіснили одноповерхові. У 1981 році була запущена гілка в Мілтон. Вона стала першим маршрутом GO Transit, який використовував полотно, яке належало не CN, а Канадській тихоокеанській залізниці (CP). Маршрут проходив приблизно за 35 миль на північний захід від основної гілки CP, що з'єднує Торонто і Уінсор, і обслуговував населені пункти Куксвілл, Стрітсвілл і Еріндейл, що увійшли до складу Місісоги.
Наступного року розпочали роботу ще дві гілки — на Бредфорд, за 40 миль на північ від станції «Юніон», і на Стофвілл, за 35 миль на північний схід від Торонто. Обидві гілки використовували залізничне полотно маршрутів CN.
У 1995 році подальший розвиток системи GO Transit був заморожений консервативним урядом, що прийшов до влади в Онтаріо. До 1998 року завершилася передача контролю над системою та обов'язків щодо її фінансування від провінційного уряду владі населених пунктів, які вона обслуговувала. Однак це рішення виявилося недовговічним: деякі муніципальні влади різко заперечували проти нерівних умов, у яких вони опинилися, і в результаті провінції довелося знову взяти на себе обов'язки щодо фінансування та обслуговування системи.
У 2006 році було створено Транспортне управління Великого Торонто (англ. Greater Toronto Transportation Authority, що в майбутньому отримала назву Metrolinx), на яку було покладено завдання щодо планування інтегрованої мережі громадського транспорту в цьому регіоні, що включає як GO Transit, так і маршрути Транспортної комісії Торонто (TTC), а потім і експрес-потягу Union Pearson Express, що з'єднують станцію «Юніон» та міжнародний аеропорт Торонто. З 2009 року GO Transit офіційно є підрозділом Metrolinx, але символіка GO Transit була збережена, а історична назва залишається набагато відомішою серед широкої публіки.
Хоча з початку 1990-х років нових гілок у систему GO Transit не додавали, деякі зі старих були продовжені, зокрема, на захід до Кітченера і на північ до Баррі. З 2009 року в літні місяці по ділянці між Гамільтоном і Ніагара-Фолс ходять екскурсійні поїзди, що обслуговуються GO Transit, що використовують існуюче полотно CN.

## Сучасний стан
Наприкінці другого десятиліття XXI століття система GO Transit включала 7 ліній із 68 станціями. Загальна довжина залізничного полотна, яке обслуговує маршрути GO Transit, становила 522 км. У будній день поїзди GO Transit здійснювали близько 370 рейсів, вихідного дня близько 170 рейсів. Автобусні маршрути GO Transit обслуговували 15 терміналів, не рахуючи зупинок на самих маршрутах. Їхня загальна протяжність перевищувала 2760 км. Парковки при станціях надавали понад 80 тисяч паркувальних місць. Сумарна кількість пасажирів, перевезених GO Transit за 2018 рік, становила 71,7 млн осіб.

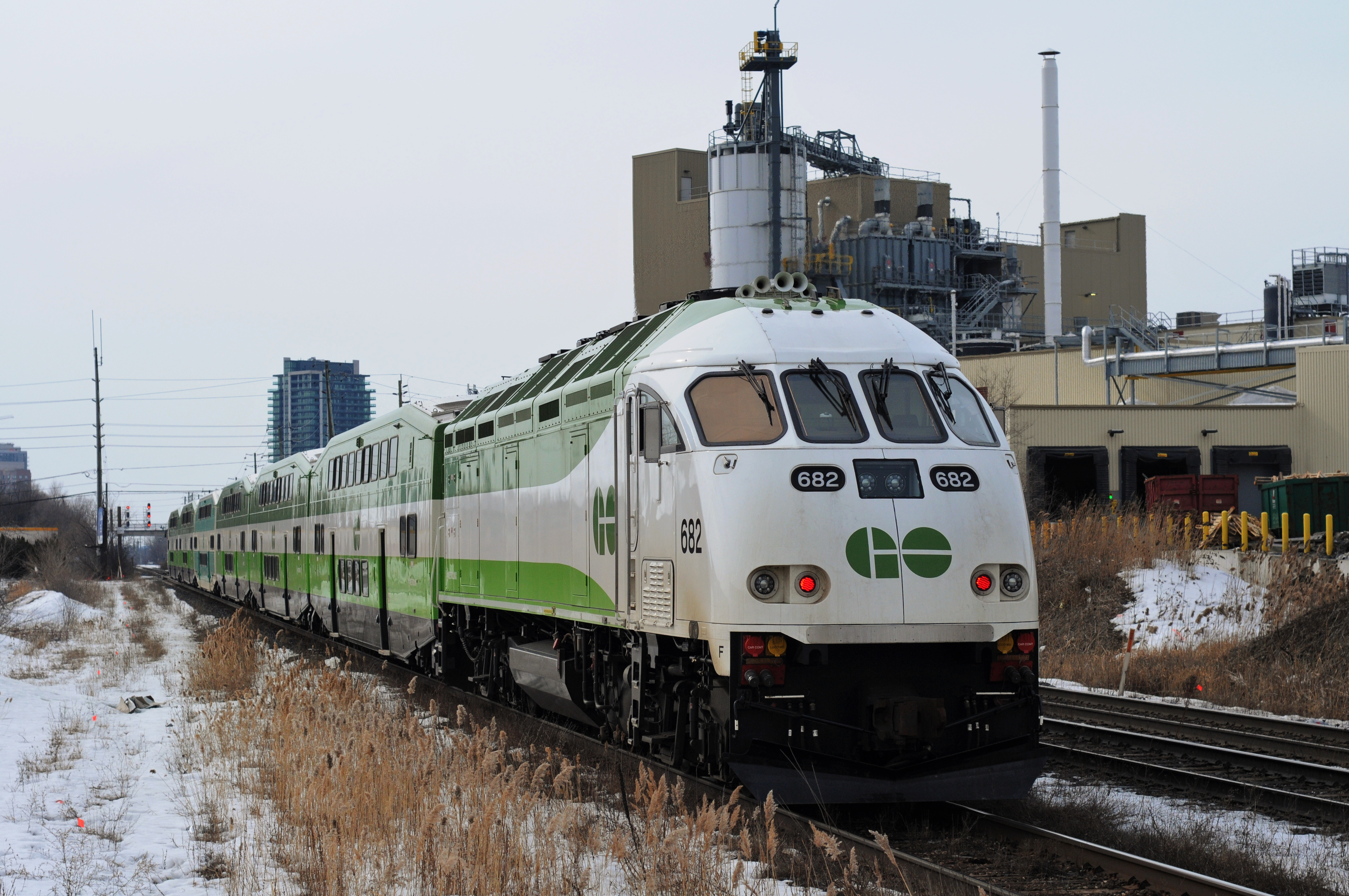
Локомотив MP54AC з поїздом GO Transit

Рухомий склад на квітень 2019 року включав 80 локомотивів, 756 двоповерхових пасажирських вагонів, близько 250 двоповерхових та близько 270 одноповерхових автобусів.
Основу локомотивного парку GO Transit складають дизель-електровози MP40 та MP54 компанії MotivePower (дочірнє підприємство компанії Wabtec). Їх потужність складає відповідно 4 та 5,4 тисячі л. с., що дозволило збільшити довжину потягів з 10 до 12 вагонів. Планується переведення маршрутів уздовж узбережжя озера Онтаріо на електричну тягу.
Важливим доповненням до системи GO Transit має стати переведення маршруту Ніагара-Фолс на постійну основу; роботи над цією гілкою розпочато у 2019 році. Середньострокові плани розвитку системи включають продовження ліній у Болтон, Пітерборо, Боуманвілл (усі по існуючому полотну Canadian Pacific), Брантфорд (по полотну CN) та Уксбридж (за колією, що належить Go Transit). Існують також проекти додавання маршрутів GO Transit всередині Торонто і продовження Мілтонської гілки до Кембриджа, що швидко зростає. Ці плани передбачають значні витрати, і їх реалізація може бути відкладена на пізніший термін, якщо буде ухвалено рішення про електрифікацію існуючих маршрутів.